# Inmaculada Rodríguez-Piñero
Inmaculada Rodríguez-Piñero Fernández (Madrid, 7 de enero de 1958) es una política española. Tras las elecciones generales de 2008 fue diputada por la Valencia hasta su nombramiento como secretaria general de Infraestructuras del Ministerio de Fomento en abril de 2009. En octubre de 2011 abandonó ese cargo, tras ser nombrada candidata al Congreso de los Diputados por la Provincia de Valencia por el PSOE. Desde 2014 forma parte de la Alianza Progresista de Socialistas y Demócratas del Parlamento Europeo, formando parte de la Comisión de Comercio Internacional (INTA) y Transportes y Turismo (TRAN).

## Biografía

### Primeros años y formación
Inmaculada Rodríguez-Piñero es licenciada en Ciencias Económicas y Empresariales con la especialidad en Teoría Económica, Universidad de Minnesota. También realizó diversos cursos de Doctorado en la Universidad de Valencia. Su formación continuó en la Universidad de Grenoble realizando Cursos de Economía Aplicada

### Experiencia profesional
Antes de su entrada en política, Inmaculada Rodríguez-Piñero, trabajó en distintos puestos de responsabilidad de la Administración Pública durante más de 20 años. 
Empezó su carrera en la Administración Pública en 1983 como responsable del Departamento de Análisis de Coyuntura Económica para la Conselleria de Economía y Hacienda, cargo que ocupó hasta 1989. En 1990 se convirtió en jefa del Servicio de Análisis y Evaluación Económica del mismo departamento. Este cargo lo ocupó durante un año ya que, en 1991, fue nombrada para la misma Conselleria, jefa del Área de Programación Económica e Inversiones Públicas de la Generalitat Valenciana.
Inmaculada Rodríguez-Piñero ocupó también el cargo de directora durante nueve años, de 1983 a 1992, de las Publicaciones Económicas: “Butlletí d’Economía”, “Econos” y “Cuaderns d’Economia”.
En 1992 y hasta 1995 fue directora general del Régimen Económico de la Conselleria de Cultura, Educación y Ciencia.
Durante ocho años, de 1996 a 2004 fue jefa del Área Regional del Catastro de la Comunidad Valenciana, dependiente del Ministerio de Economía y Hacienda.
Durante ocho años, de 1996 a 2004 fue jefa del Área Regional del Catastro de la Comunidad Valenciana, dependiente del Ministerio de Economía y Hacienda.
Ocupó el cargo de Secretaria General de Infraestructuras del Ministerio de Fomento del 2009 al 2011. Durante ese periodo también fue delegada del Gobierno en las Sociedades Concesionarias de Autopistas Nacionales de Peaje y presidenta de la Sociedad Estatal de Infraestructuras del Transporte Terrestre, S.A. y consejera de RENFE.
Inmaculada Rodríguez-Piñero también ha publicado numerosos artículos económicos que reflejan su amplia experiencia en el campo, avalada por tantos años activa en este. Además, ha impartido numerosos cursos y conferencias en universidades de prestigio.

## Entrada y desarrollo en política
Inmaculada Rodríguez Piñero ha desarrollado su carrera política en Valencia dentro del PSPV-PSOE. En julio de 2004 fue elegida como secretaria federal de Política Económica y Empleo en el PSOE en el XXXVI Congreso Federal de este partido, con responsabilidades en materia de política económica, empleo, vivienda, industria e infraestructuras, cargo que ocupará hasta 2008. Fue la primera mujer en ocupar este cargo. 
En la elecciones generales españolas de 2008 Rodríguez-Piñero optaba a un escaño al Congreso de los Diputados como número dos por la circunscripción electoral de Valencia, lista encabezada por María Teresa Fernández de la Vega. El 9 de marzo de 2008 el PSOE ganaba las generales y, posteriormente, Inmaculada Rodríguez Piñero recogía su acta como diputada nacional por la circunscripción de Valencia. 
Simultáneamente, se convirtió en la portavoz de Economía del GPS del Congreso de los Diputados.
Durante cuatro años, de 2008 a 2012 ocupó el cargo de Secretaria Federal del PSOE de Vivienda, Infraestructuras y Ordenación del Territorio.
En octubre de 2011 fue elegida por el PSOE como cabeza de lista de la candidatura al Congreso de los Diputados por la Provincia de Valencia para las elecciones generales que se celebrarán el 20 de noviembre de este mismo año.
De 2012 a 2014 fue Secretaria Federal de Política Económica y Empleo de la Comisión Ejecutiva Federal del PSOE y Diputada por Valencia y Vicepresidenta de la Comisión Mixta Congreso-Senado del Tribunal de Cuentas.
El 1 de julio de 2014 adquirió la membresía en la Alianza Progresista de Socialistas y Demócratas en el Parlamento Europeo. Es presidenta, en el mismo organismo, de la Conferencia de Presidentes de delegación y de la Delegación en la Comisión Parlamentaria Mixta UE-Chile. Es vicepresidenta de la Delegación en la Comisión Parlamentaria Cariforum-UE y miembro de la Comisión de Comercio Internacional (INTA). Ocupa tres cargos de suplente: el primero para la Comisión de Transportes y Turismo, el segundo para la Delegación para las Relaciones con Japón y el último para la Delegación en la Asamblea Parlamentaria Euro-Latinoamericana.